# Roman Luknár
Roman Luknár (nacido el 1 de junio de 1965) es un actor eslovaco. Apareció en más de cincuenta películas desde 1988.

## Filmografía seleccionada
| Año  | Título                 | Papel          | Notas                                                     |
| ---- | ---------------------- | -------------- | --------------------------------------------------------- |
| 1995 | Záhrada                |                |                                                           |
| 2002 | Guerreros              | Oficial Serbio |                                                           |
| 2003 | Los novios búlgaros    | Simeón         |                                                           |
| 2004 | Incautos               |                |                                                           |
| 2006 | Beauty in Trouble      |                |                                                           |
| 2008 | Shameless              |                |                                                           |
| 2009 | Soul at Peace          | Stefan         | Mejor actor de reparto en los Sun in a Net Awards de 2010 |
| 2011 | Lidice                 |                |                                                           |
| 2013 | Candidate              |                |                                                           |
| 2013 | A Good Day to Die Hard | Anton          |                                                           |
| 2014 | Fair Play              | Bohdan         |                                                           |